# Jogügylet
A jogügylet jognyilatkozat, amelyet azért tesznek, hogy ezzel polgári jogi jogviszonyt hozzanak létre, vagy módosítsanak, avagy szüntessenek meg. A jogügylet tehát joghatás kiváltására irányuló akaratnyilatkozat.

## Fajtái
1. Meghatározott személyhez szóló (ú.n. "címzett" jognyilatkozat) illetve nem címzett (nem meghatározott személyhez szóló) jognyilatkozat.
2. Attól függően, hogy egyetlen, két vagy több személy jognyilatkozata, lehet egyoldalú, kétoldalú vagy többoldalú (a szerződés két- vagy többoldalú jogügylet.